# Geum macrophyllum
Benoîte à grandes feuilles
Espèce
La Benoîte à grandes feuilles (Geum macrophyllum) est une espèce de plantes à fleurs de la famille des Rosacées originaire d'Amérique du Nord.